# هارتفورد (کانزاس)
هارتفورد (به انگلیسی: Hartford) شهری در ایالت کانزاس کشور ایالات متحده آمریکا است که جمعیت آن در سرشماری سال ۲۰۱۰ میلادی، ۳۷۱ نفر بوده‌است.